# 條鰭棘眼天竺鯛
條鰭棘眼天竺鯛，又稱條鰭天竺鲷，为輻鰭魚綱鈎頭魚目天竺鲷科的一種。

## 分布
本魚分布于印度太平洋區，包括馬達加斯加、模里西斯、聖誕島、可可群島、台灣、關島、吉里巴斯、馬紹爾群島、密克羅尼西亞、馬里亞納群島、東加、新喀里多尼亞等海域。

## 深度
水深1至42公尺。

## 特徵
本魚體延長而側扁，眼大，口大略下位。體色呈鐵藍色，體被櫛鱗，魚鱗具暗色邊緣，各鰭具黑色條紋或邊緣，體側具淡紫色的菱形斑紋，且體邊緣具輛藍色螢光斑紋，背鰭硬棘8枚；背鰭軟條9枚；臀鰭硬棘2枚；臀鰭軟條8枚，體長可達15公分。

## 生態
本魚棲息於珊瑚礁或岩礁區，白天躲藏於岩洞中，夜間出來覓食，屬肉食性，以底棲甲殼類為食。繁殖期時，雄魚具有口孵習性，卵約7日化成仔魚，由雄魚吐出，具短暫的仔魚飄浮期。

## 經濟利用
可做為觀賞魚。

## 扩展阅读
維基物種上的相關：條鰭棘眼天竺鲷